# José Antonio Urtiaga
José Antonio Urtiaga Albizu (Eibar, 17 ottobre 1942 – San Sebastián, 25 giugno 2024) è stato un calciatore spagnolo.

## Carriera
Prodotto del settore giovanile del Valencia, con i blanquinegres vinse due Coppe delle Fiere. Nel 1966 passò all'Atlético Madrid, dove in due stagioni collezionò un totale di 38 presenze.

## Biografia
José Antonio Urtiaga nacque il 17 ottobre 1942 a Eibar, nei Paesi Baschi.
Iniziò la sua carriera da senior con due stagioni al C.D. Mestalla, la squadra riserve del Valencia. In Segunda División nel 1961-62 giocò 24 partite e segnò 13 gol, tra cui le triplette nella vittoria casalinga per 4-1 contro il Cartagena il 10 settembre e nella vittoria per 8-1 contro il San Fernando il 22 gennaio.
Urtiaga fu convocato in prima squadra per la stagione 1962-63, dove la presenza del brasiliano Waldo Machado lo limitò a 18 partite e 6 gol in tutte le competizioni, con tutti i gol e tutte le partite tranne 5 disputate fuori dalla Liga. Dopo aver vinto l'edizione del 1962 contro il Barcellona, il 12 giugno 1963, lui e Waldo segnarono i gol della squadra del Che nella vittoria per 2-1 in rimonta in trasferta contro la Dinamo Zagabria in Jugoslavia, nell'andata della finale della Coppa delle Fiere, con la sua squadra che vinse complessivamente per 4-1. Giocò anche nella finale del 1964, segnando il gol del pareggio nella sconfitta per 2-1 contro i connazionali del Real Zaragoza al Camp Nou.
Non avendo ottenuto un posto da titolare fisso, Urtiaga si trasferì all'Atlético Madrid nel 1966. Partecipò alla Coppa dei Campioni nella sua prima stagione, segnando nella vittoria casalinga per 3-1 contro gli svedesi del Malmö FF nel ritorno del primo turno. Due anni dopo si unì alla Real Sociedad della sua regione d'origine per le ultime cinque stagioni della sua carriera, tutte nella massima serie; La stagione 1968-69 fu la sua migliore in campionato con 27 partite e 11 gol, inclusi due nel pareggio casalingo per 2-2 con l'Atlético Madrid il 29 dicembre, e un'altra doppietta il 23 marzo nella vittoria per 2-0 contro l'Atlético de Bilbao nel derby basco, sempre allo stadio di Atocha.
Morì a San Sebastián il 25 giugno 2024 all'età di 81 anni.

## Palmarès

### Club
- Coppa delle Fiere: 2

Valencia: 1961-1962, 1962-1963